# Witkopschorsmos
Witkopschorsmos (Hypogymnia tubulosa, basioniem: Parmelia ceratophylla var. tubulosa) is een korstmossoort uit de familie Parmeliaceae. Het leeft in symbiose een chlorococcoïde alg.

## Determinatie
Witkopschorsmos is een bladvormig korstmos. Het thallus is 1–3 mm dik, 2–5 cm in diameter, is onregelmatig of rozetvormig en is diep ingesneden. Het bovenoppervlak is lichtgrijs of groengrijs, het onderoppervlak is zwart in het midden en bruin aan de buitenkant. De rand van het thallus is glad en dun. De lobben zijn tot 3 mm breed. Soralen bevindingen zich boven de lobben, zijn kopvormig en meestal aanwezig. Isidiën zijn niet aanwezig. De apotheciën kunnen zeldzaam aanwezig zijn. Ze hebben een diameter van 2–8 mm. 
De asci bevatten acht sporen. De ascosporen zijn eencellig, kleurloos, ellipsvormig en meten 6,5–7 × 4,5–5,5 μm.

## Ecologie
Witkopschorsmos kan zowel epifytisch, terrestrisch als op dood hout voorkomen. Epifytisch komt het voor op bomen met zure schors die weinig geëutrofieerd is. Het komt ook voor op verweerd en sterk rottend hout. Soms groeit het terrestrisch in de duinen.

## Verspreiding
Het verspreidingsgebied van witkopschorsmos strekt zich wijdverbreid uit over het noordelijk halfrond, maar wordt ook gevonden in noordelijk, zuidelijk en centraal Afrika. In Nederland is de soort vrij algemeen. Het is niet bedreigd en staat niet op de Nederlandse Rode Lijst.

## Taxonomie
In 1840 beschreef Ludwig Emanuel Schaerer deze soort als een variëteit van Parmelia ceratophylla. Johan Johnsen Havaas onderscheidde het in 1918 als een zelfstandige soort. 